# Сейан (Вар)
Сейа́н (фр. Seillans) — коммуна на юго-востоке Франции в регионе Прованс — Альпы — Лазурный берег, департамент Вар, округ Драгиньян, кантон Рокбрюн-сюр-Аржан.
Площадь коммуны — 88,66 км², население — 2489 человек (2006) с тенденцией к стабилизации: 2489 человек (2012), плотность населения — 28,0 чел/км².

## Население
Население коммуны в 2011 году составляло — 2510 человек, а в 2012 году — 2489 человек.
| 1962 | 1968 | 1975 | 1982 | 1990 | 1999 | 2006 | 2007 | 2011 | 2012 |
| ---- | ---- | ---- | ---- | ---- | ---- | ---- | ---- | ---- | ---- |
| 852  | 1076 | 1211 | 1609 | 1793 | 2115 | 2489 | 2543 | 2510 | 2489 |

Динамика населения:

## Экономика
В 2010 году из 1418 человек трудоспособного возраста (от 15 до 64 лет) 1000 были экономически активными, 418 — неактивными (показатель активности 70,5 %, в 1999 году — 60,7 %). Из 1000 активных трудоспособных жителей работали 855 человек (468 мужчин и 387 женщин), 145 числились безработными (70 мужчин и 75 женщин). Среди 418 трудоспособных неактивных граждан 82 были учениками либо студентами, 173 — пенсионерами, а ещё 163 — были неактивны в силу других причин.
На протяжении 2010 года в коммуне числилось 1138 облагаемых налогом домохозяйств, в которых проживало 2492,0 человека. При этом медиана доходов составила 17 789 евро на одного налогоплательщика.

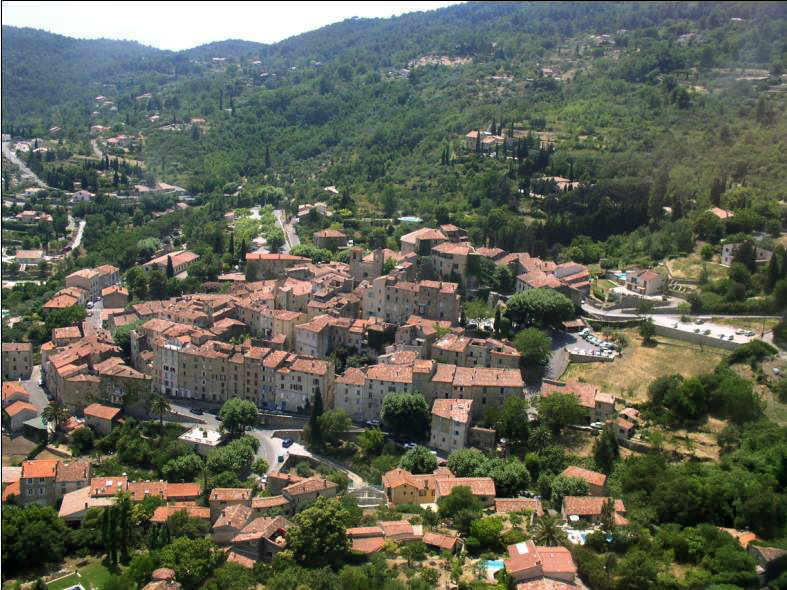
Вид с гор